# 陳正豪
陳正豪，BBS，香港微电子专家、教育家，曾任香港理工大学署理校長、常务及學務副校長。

## 经历
祖籍浙江宁波，生于上海。早年赴香港求学，在香港完成中学。1973年，获得美国加利福尼亞大學戴維斯分校机电工程理学学士学位，以最高荣誉毕业。1975年获得美国伊利诺伊大学厄巴纳-香槟分校（UIUC）机电工程理学硕士学位。1978年获得UIUC哲学博士学位。毕业后留校从事博士后研究。后赴加州硅谷工作，任职于英特尔公司长达十年之久，曾任英特尔研发部门的主任经理。
1991年回流香港，参与创建香港科技大学，是港科大创校成员之一。任香港科技大学电子工程和计算机系讲座教授。又任香港科技大学本科教育的主任、电子工程和计算机系系主任、 微電子學製造實驗室主任。再任香港科技大学工学院副院长、院长。任内开创香港科技大学机电工程、微电子、计算机工程的本科课程，研究生实习计划，自负盈亏课程。因在美国的人脉，又为港科大在顶尖大学和跨国公司建立国际合作项目。
在港科大工作近20年之后，2010年，陳正豪任教香港理工大学，任港理大副校长。2015年3月，续任港理大常務及學務副校長。2018年12月11日，香港理工大学决定委任陈正豪为暂任校长，任期自2019年1月1日起，直至新校长上任为止。2020年2月29日，從港理大常務及學務副校長職務退休。

## 公職
- 香港應用科技研究院技术委员会主席
- 香港特區政府工業貿易署電子委員會委员

## 荣誉
- 1995年，获选香港工程师学会会士[3]
- 2007年，获选电气电子工程师学会（IEEE）会士（Fellow）
- 2010年，獲美國伊利諾大學杰出校友奖
- 2013年，获选香港工程科学院院士
- 2013年，獲香港特區政府銅紫荊星章[7]